# Le Ham (Manche)
Ham – miejscowość i gmina we Francji, w regionie Normandia, w departamencie Manche.
Według danych na rok 1990 gminę zamieszkiwało 387 osób, a gęstość zaludnienia wynosiła 100 osób/km² (wśród 1815 gmin Dolnej Normandii Ham plasuje się na 520. miejscu pod względem liczby ludności, natomiast pod względem powierzchni na miejscu 978.).